# Japán szerepjáték-sorozatok listája
Ez a szócikk a japán szerepjáték (JRPG) sorozatokat sorolja fel. Minden idők legjobban fogyó JRPG sorozata a Pokémon franchise, melyből 2015-ig több, mint 270 millió példányt adtak el.

## Japán szerepjáték-sorozatok

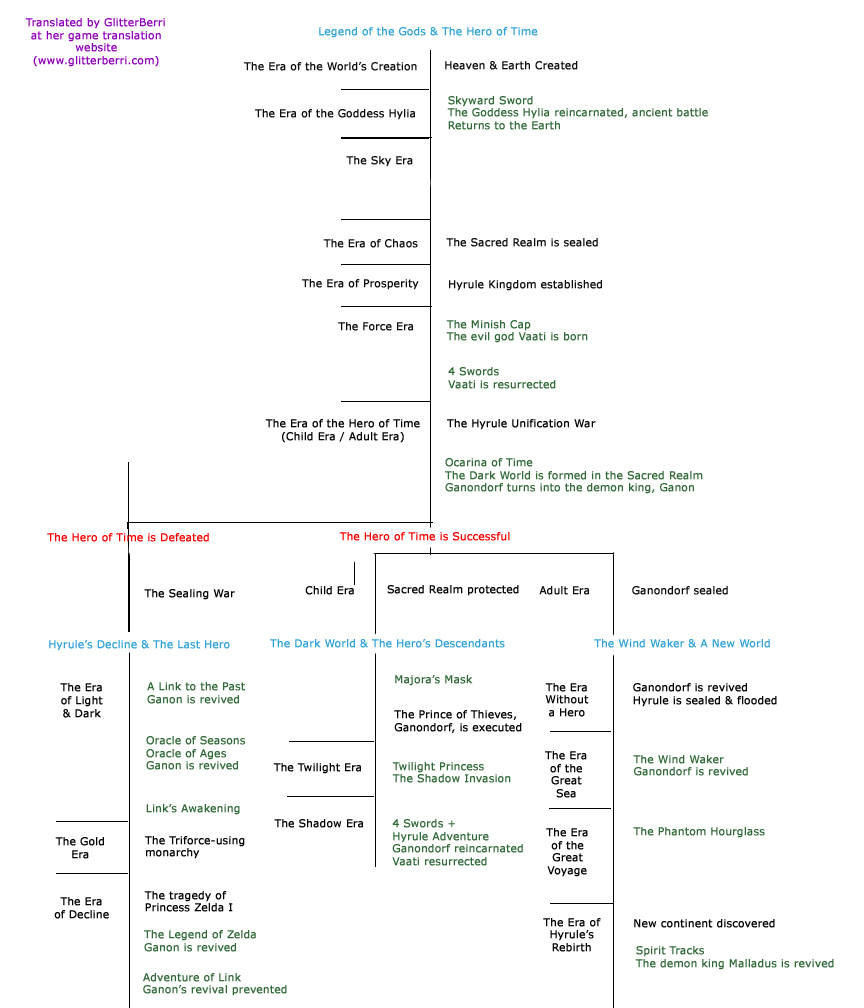
A Hyrule Historia angol nyelvre fordított változata, amely megmutatja a Zelda-játékok közötti kapcsolatot és idővonalat. 2011-ig a Legend of Zelda sorozatból 67 millió példány kelt el, ezzel a harmadik legsikeresebb JRPG sorozat. Ugyan széles körben akció-kalandjátékként tekintenek rá, azonban a sorozat tervezője, Mijamoto Sigeru szerepjátékként tekint rá és a sorozat játékai több díjat is nyrtek ebben a kategóriában.

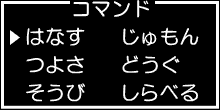
A korai Dragon Quest videójátékban látható parancsablak. A Dragon Quest sorozat a 66 millió eladott példányával a negyedik legjobban fogyó JRPG franchise

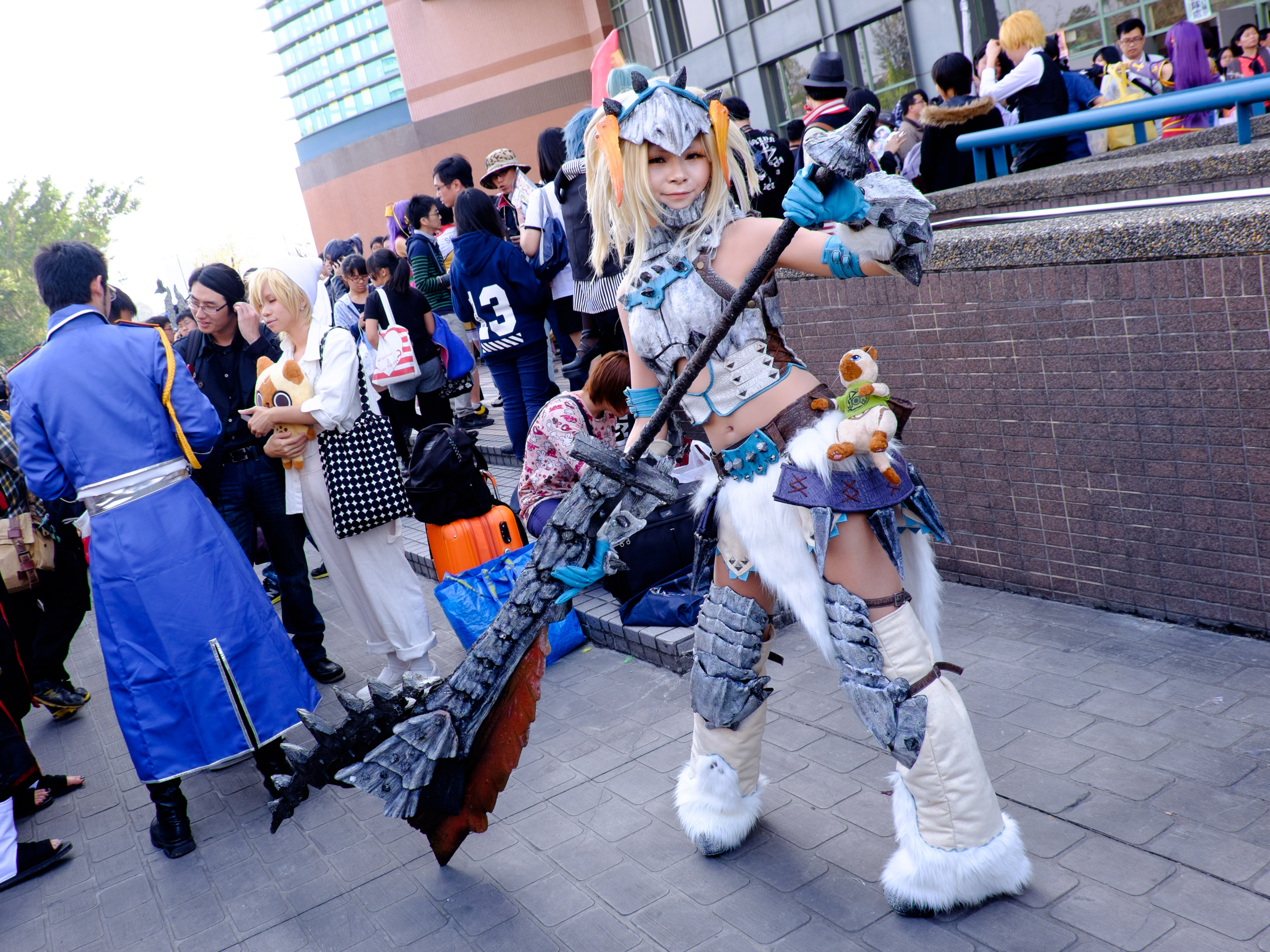
Japán női cosplayes a Monster Hunter sorozatból kiemelt öltözékben. A Monster Hunter az ötödik legsikeresebb JRPG franchise 33 millió eladott példánnyal

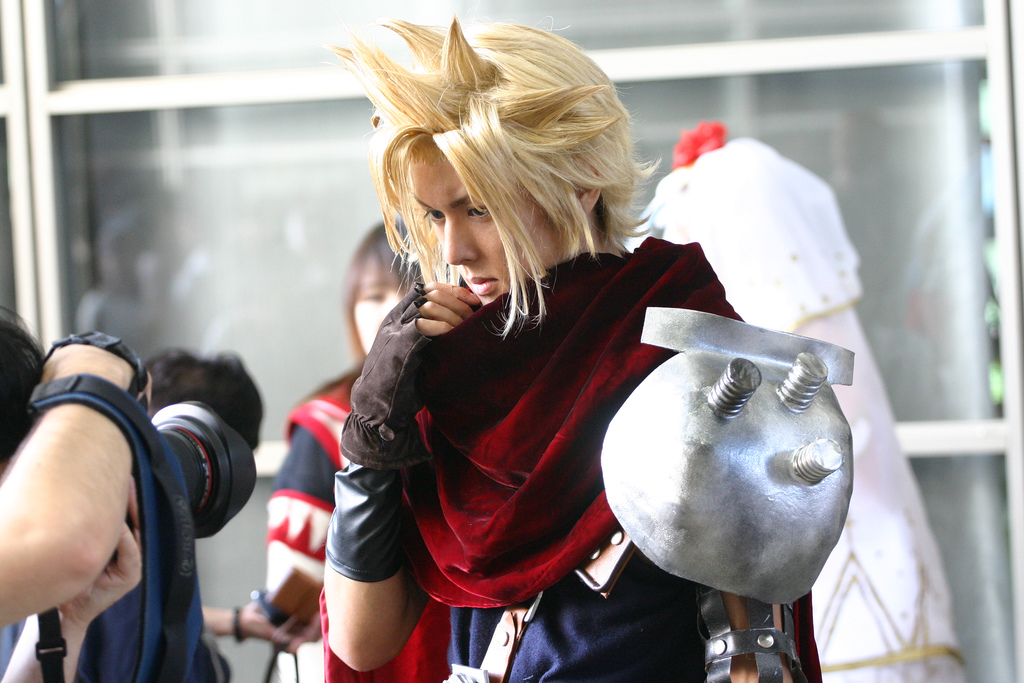
Férfi cosplayes Cloud Strife (Final Fantasy VII) szerepében, az első Kingdom Hearts videójátékban látható ruhájában. 2015-ig a Kingdom Hearts franchise összeladása meghaladta a 22 millió példányt, amivel a hatodik legjobban fogyó JRPG sorozat

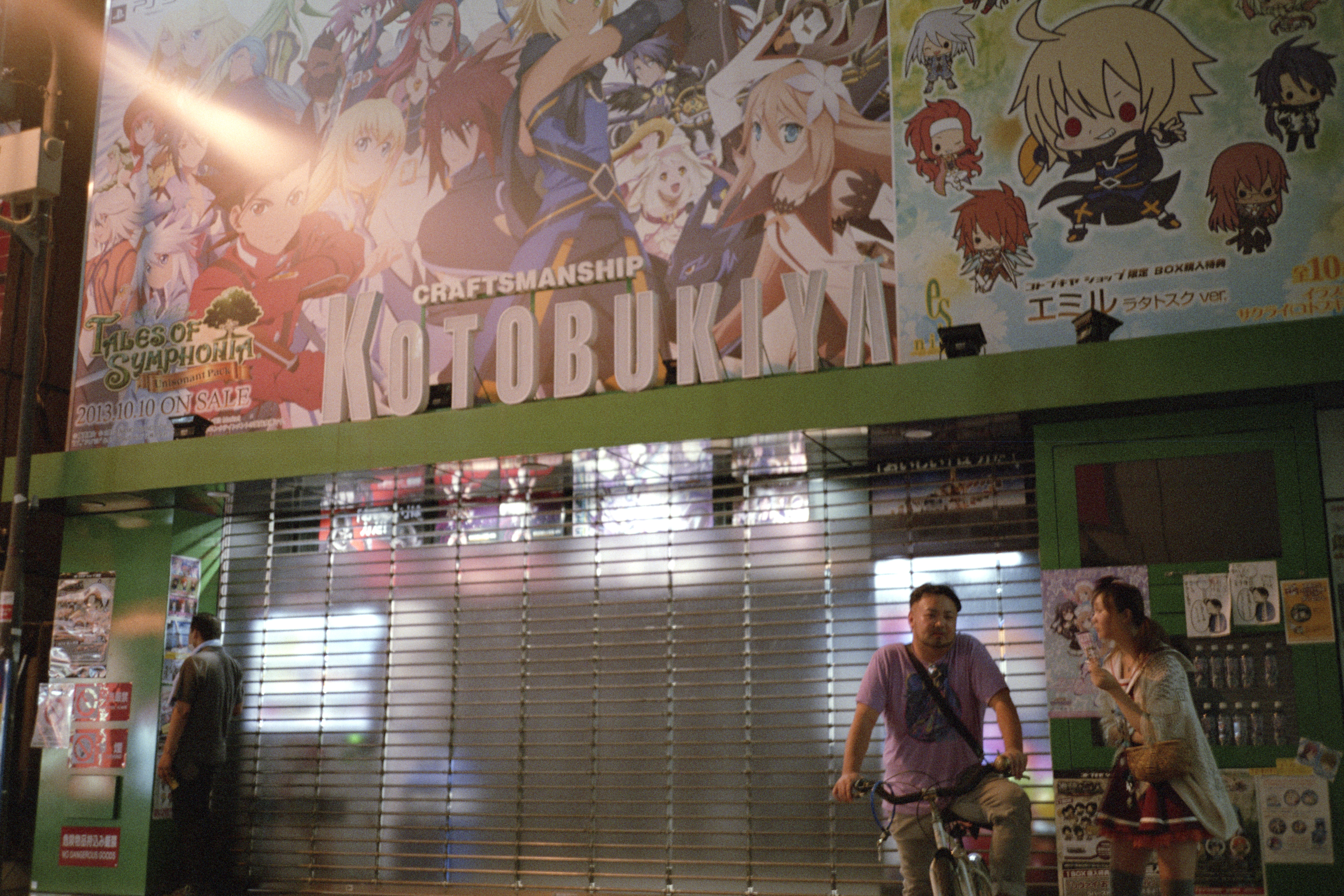
Egy akihabarai Kotobukiya üzlet, melyet Tales of Symphonia reklámplakátokkal ragasztottak tele, a Tales sorozatot keményen reklámozzák Japánban, így jelentős hatása van Akihabarára. A Tales sorozat 16 millió eladott példánnyal a nyolcadik legnépszerűbb JRPG sorozat

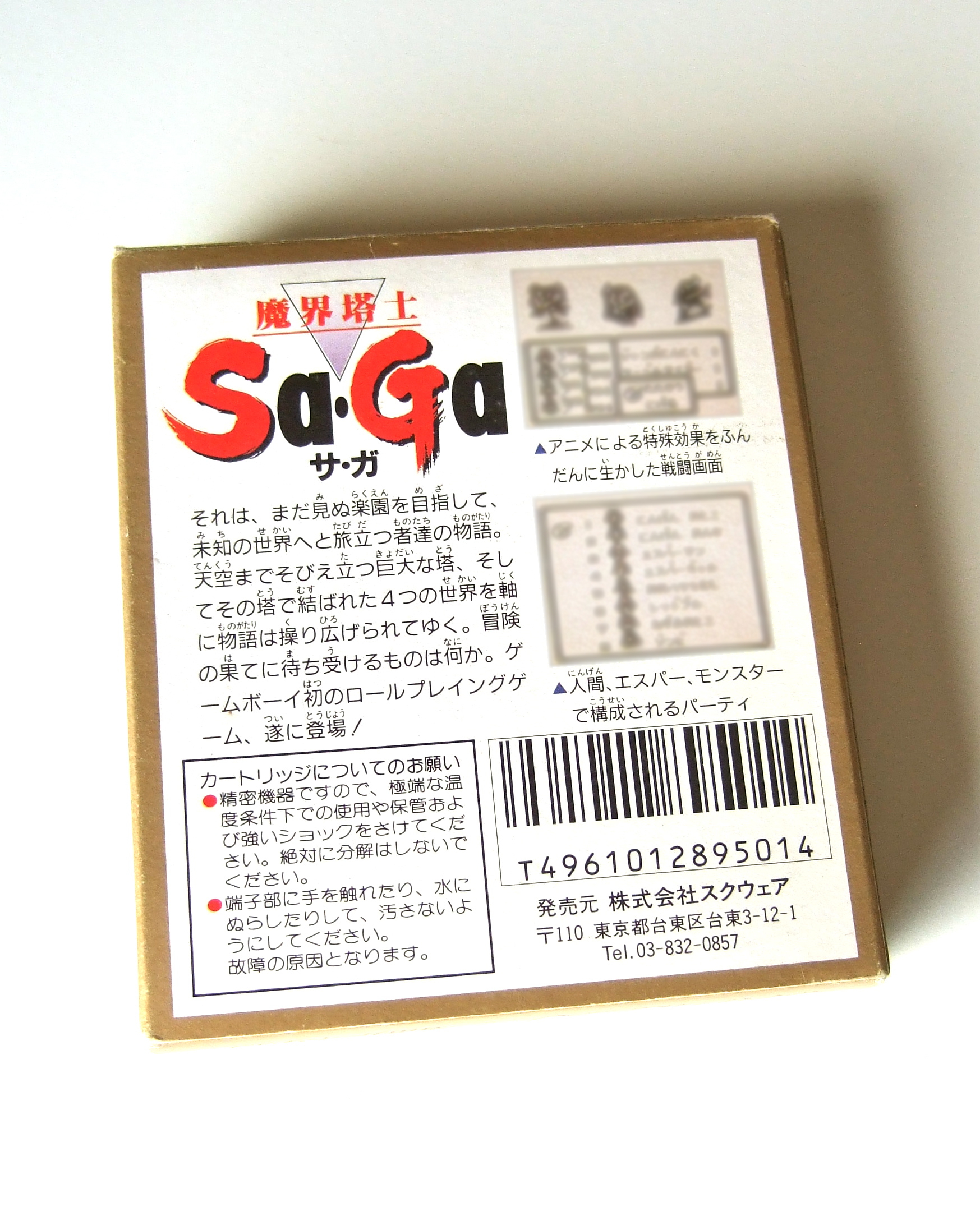
Az első Game Boyos Saga-játék doboza. A SaGa sorozatból 9,9 millió példányt adtak el (2015-ig), amivel a tizenegyedik legkelendőbb JRPG franchise This makes the SaGa series the 11th best selling JRPG franchise.

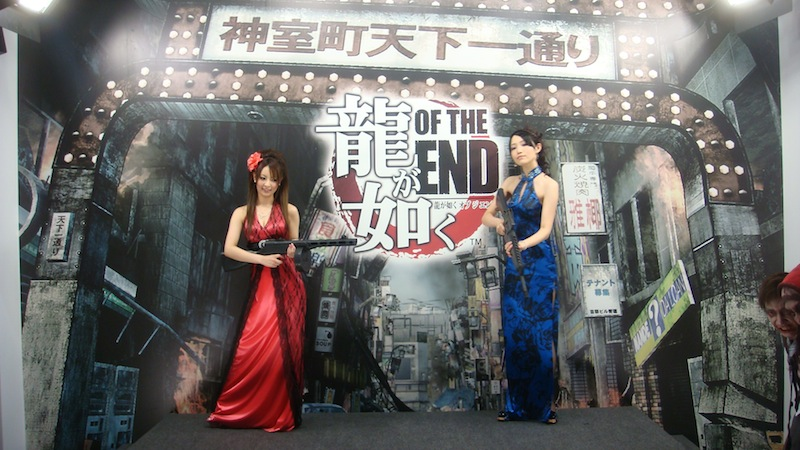
A Yakuza: Dead Souls Yakuza-spin-off játék promóciós rendezvénye. A sorozatból 7,8 millió példányt adtak el, amivel a tizenkettedik legsikeresebb JRPG franchise. Ugyan széles körben akció-kalandjátékként tekintenek rá, azonban jelentős számú, sok JRPG-ben megfigyelhető szerepjátékos elemei is vannak, így számos kritikus szerepjátékként hivatkozik rá

| Franchise                                  | A franchise elsőszámú típusa és stílusa      | Első megjelenés            | Összeladás (videójátékok)                                         | Tartalom                                                                                                 | Legutóbbi megjelenés                                       | Fő fejlesztő                                 | Fő kiadó                   |
| ------------------------------------------ | -------------------------------------------- | -------------------------- | ----------------------------------------------------------------- | --- | ---------------------------------------------------------- | -------------------------------------------- | -------------------------- |
| Pokémon                                    | Körökre osztott RPG                          | 1994, Game Boy             | 270 000 000 (2015-ig)                                             | 19 videójáték, több televíziós animesorozat és film, több manga                                          | 2014, Pokémon Omega Ruby and Alpha Sapphire                | Game Freak                                   | Nintendo                   |
| Final Fantasy                              | Körökre osztott RPG                          | 1987, NES                  | 110 000 000 (2015-ig)                                             | 48 videójáték                                                                                            | 2014, Final Fantasy XIV (reboot)                           | Square Enix                                  | Square Enix                |
| Dragon Quest                               | Körökre osztott RPG                          | 1986, NES                  | 66 000 000 (2015-ig)                                              | 43 videójáték (11 fővonalas, 27 spin-off, 3 remake), 3 animesorozat, 18 könyv, 9 regény, 16 mangasorozat | 2015, Theatrhythm Dragon Quest                             | Square Enix                                  | Square Enix                |
| Monster Hunter                             | Akció RPG                                    | 2004, PS2                  | 32 000 000 (2015-ig)                                              | 2 videójáték                                                                                             | 2016, Monster Hunter Stories                               | Capcom                                       | Capcom                     |
| Kingdom Hearts                             | Akció RPG                                    | 2002, PS2                  | 22 000 000 (2015-ig)                                              | 14 videójáték (7 fővonalas, 4 remake, 3 nemzetközi változat), 5 mangasorozat, 6 regény                   | 2014, Kingdom Hearts HD 2.5 Remix                          | Square Enix                                  | Square Enix                |
| Mario RPG                                  | Körökre osztott RPG                          | 2006, GBA                  | 16 490 000 (2014-ig)                                              | 8 videójáték                                                                                             | 2016, Mario & Luigi: Paper Jam                             | AlphaDream & Good-Feel                       | Nintendo                   |
| Tales of                                   | Akció RPG                                    | 1995, SNES                 | 16 000 000 (2013-ig)                                              | 30 videójáték (16 fővonalas, 14 spin-off), 6 animesorozat, 6 mangasorozat                                | TBA, Tales of Berseria                                     | Namco Tales Studio                           | Namco Bandai               |
| Super Robot Wars                           | Taktikai RPG                                 | 1991, Game Boy             | 16 000 000 (2014-ig)                                              | 23 videójáték                                                                                            | 2015, 3rd Super Robot Wars Alpha: To the End of the Galaxy | Banpresto, Monolith Soft                     | Atlus                      |
| Dark Souls                                 | Akció RPG                                    | 2009, PS3                  | 10 200 000 (2015-ig)                                              | 4 videójáték                                                                                             | 2016, Dark Souls III                                       | FromSoftware                                 | Namco Bandai Games         |
| SaGa                                       | Körökre osztott RPG                          | 1989, Game Boy             | 9 900 000 (2015-ig)                                               | 12 videójáték                                                                                            | 2015, SaGa 2015                                            | Square Enix                                  | Square Enix                |
| Yakuza                                     | Akció-kaland, akció RPG                      | 2005, PS2                  | 7 800 000 (2014-ig)                                               | 10 videójáték (6 fóvonalas, 4 spin-off)                                                                  | 2015, Ryū ga Gotoku 0                                      | Sega                                         | Sega                       |
| Megami tenszei                             | Körökre osztott RPG                          | 1987, NES                  | 7 000 000 (fizikai eladások 2014-ig)                              | 16 videójáték (14 fővonalas, 2 spin-off)                                                                 | 2015, Shin Megami Tensei: Devil Survivor 2 Record Breaker  | Atlus                                        | Atlus                      |
| Yo-Kai Watch                               | Körökre osztott RPG                          | 2013, Nintendo 3DS         | 6 338 304 (2014-ig, csak Japánban, csak 2 játék)                  | 3 videójáték                                                                                             | 2016, Yo-Kai Watch 3                                       | Level-5                                      | Level-5                    |
| Persona                                    | Körökre osztott RPG                          | 1996, PS1                  | 6 200 000 (2014-ig)                                               | 10 videójáték (6 fővonalas, 4 spin-off), 2 animesorozat                                                  | 2015, Persona 5                                            | Atlus                                        | Atlus                      |
| Mana                                       | Akció RPG                                    | 1991, Game Boy             | 6 000 000 (2015-ig)                                               | 11 videójáték (10 fővonalas, 1 remake), 4 mangasorozat, 1 regény                                         | 2015, Rise of Mana                                         | Square Enix                                  | Square Enix                |
| Chrono                                     | Körökre osztott RPG                          | 1995, SNES                 | 5 500 000 (2015-ig)                                               | 2 videójáték, 3 minigames, 1 mangasorozat                                                                | 1999, Chrono Cross                                         | Square                                       | Square                     |
| Szakura taiszen                            | Taktikai RPG                                 | 2013, PS3                  | 4 500 000 (2010-ig, csak Japánban)                                | 20 videójáték (12 fővonalas, 8 spin-off), 1 animesorozat, 5 OVA, 1 film, 7 mangasorozat                  | 2008, Dramatic Dungeon Szakura taiszen: Kimi aru ga tame   | Sega                                         | Sega                       |
| Star Ocean                                 | Körökre osztott RPG                          | 1996, PS1                  | 3 726 000 (2015-ig)                                               | 7 videójáték (6 főssodoros, 1 rendezői kiadás)                                                           | 2015, Star Ocean: Integrity and Faithlessness              | Tri-Ace                                      | Square Enix                |
| Arc the Lad                                | Stratégiai RPG                               | 1995, PS1                  | 3 259 768 (2014-ig, csak Japánban)                                | 6 videójáték (5 fővonalas, 1 spin-off), 1 animeosorozat, 2 mangasorozat, 1 light novel                   | 2004, Arc the Lad: End of Darkness                         | SCEI                                         | Working Designs            |
| Parasite Eve                               | Akció RPG, third-person shooter              | 1998, PS1                  | 3 149 744 (2011-ig)                                               | 3 videójáték                                                                                             | 2013, The 3rd Birthday                                     | Square Enix                                  | Square Enix                |
| Breath of Fire                             | Körökre osztott RPG                          | 1993, SNES                 | 3 100 000 (2015-ig)                                               | 6 videójáték, 1 manga                                                                                    | 2015, Breath of Fire 6                                     | Capcom                                       | Capcom                     |
| Front Mission                              | Taktikai RPG                                 | 1995, SNES                 | 3 000 000 (2007-ig)                                               | 11 videójáték (7 fővonalas, 4 spin-off), 6 mangasorozat, 3 regény, 2 film, 1 radiódráma                  | 2010, Front Mission Evolved                                | Square Enix                                  | Square Enix                |
| Fire Emblem                                | Stratégiai RPG                               | 1990, NES                  | 2 704 413 (2014-ig, csak Japánban, csak 10 játék)                 | 12 videójáték (10 fővonalas, 2 remake)                                                                   | 2015, Fire Emblem Fates                                    | Intelligent Systems                          | Nintendo                   |
| Monster Rancher                            | Szimulációs, taktikai RPG                    | 1997, PS1                  | 2 156 731 (2014-ig, csak Japánban)                                | 17 videójáték, 1 animesorozat                                                                            | 2008, Monster Rancher DS                                   | Tecmo                                        | Tecmo                      |
| Legacy of Goku                             | Akció RPG                                    | 2013, 3DS                  | 2 021 000 (2003-ig, csak az Egyesült Államokban, csak 2 játék)    | 3 videójáték                                                                                             | 2004, Legacy of Goku III                                   | Webfoot Technologies                         | Atari                      |
| Hyperdimension Neptunia                    | Körökre osztott RPG                          | 2010, PS3                  | 2 000 000 (2014-ig, csak a nyugati eladások)                      | 10 videójáték (4 fővonalas, 3 spin-off, 3 remake), 1 animesorozat, 3 mangasorozat                        | 2015, Hyperdimension Neptunia Victory II                   | Compile Heart                                | Compile Heart              |
| Golden Sun                                 | Körökre osztott RPG                          | 2001, GBA                  | 1 844 000 (2004-ig)                                               | 3 videójáték                                                                                             | 2010, Golden Sun: Dark Dawn                                | Camelot Software Planning                    | Nintendo                   |
| Shining                                    | Stratégiai RPG                               | 1994, Mega Drive           | 1 732 582 (2014-ig, csak Japánban, csak 12 játék)                 | 36 videójáték (33 fővonalas, 3 spin-off), 2 animesorozat                                                 | 2015, Blade Arcus from Shining EX                          | Sonic! Software Planning                     | Sega                       |
| Ni no Kuni                                 | Akció RPG                                    | 2010, DS                   | 1 700 000 (2014-ig)                                               | 2 videójáték                                                                                             | 2011, Ni no Kuni: Wrath of the White Witch                 | Level-5, Studio Ghibli                       | Namco Bandai               |
| God Eater                                  | Akció RPG                                    | 2010, PSP                  | 1 687 070 (2014-ig, csak Japánban)                                | 2 videójáték, 1 animesorozat                                                                             | 2013, God Eater 2                                          | Shift                                        | Namco Bandai               |
| Suikoden                                   | Körökre osztott RPG                          | 2009, PS1                  | 1 663 651 (2006-ig, csak Japánban, csak 8 játék)                  | 10 videójáték (5 fővonalas, 5 spin-off)                                                                  | 2012, Genso Suikoden: Tsumugareshi Hyakunen no Toki        | Konami                                       | Konami                     |
| Disgaea                                    | Stratégiai RPG                               | 2003, PS2                  | 1 700 000 (2011-ig)                                               | 9 videójáték (5 fővonalas, 4 spin-off), 1 animesorozat                                                   | 2015, Disgaea 5: Alliance of Vengeance                     | Nippon Ichi Software                         | Atlus                      |
| Atelier                                    | Körökre osztott RPG                          | 1997, PS1                  | 1 696 325 (2014-ig, csak Japánban)                                | 35 videójáték, 1 mangasorozat                                                                            | 2015, Atelier Sophie: The Alchemist of the Mysterious Book | Gust                                         | Koei Tecmo                 |
| Medabots                                   | Taktikai RPG                                 | 1997, Game Boy             | 1 613 936 (2014-ig, csak Japánban)                                | 13 videójáték, 1 mangasorozat, 2 animesorozat                                                            | 2014, Medabots 8                                           | Natsume                                      | Imagineer                  |
| Valkyrie Profile                           | Körökre osztott RPG                          | 1999, PS1                  | 1 587 000 (2009-ig)                                               | 4 videójáték                                                                                             | 2008, Valkyrie Profile: Covenant of the Plume              | Tri-Ace                                      | Square Enix                |
| Summon Night                               | Akció RPG                                    | 2003, GBA                  | 1 500 659 (2013-ig, csak Japánban)                                | 11 videójáték (5 fővonalas, 6 spin-off)                                                                  | 2013, Summon Night 5                                       | Flight-Plan                                  | Atlus                      |
| Wild Arms                                  | Stratégiai RPG                               | 1996, PS1                  | 1 492 033 (2014-ig, csak Japánban)                                | 6 videójáték                                                                                             | 2007, Wild Arms XF                                         | Media.Vision                                 | Xseed Games                |
| .hack                                      | Akció RPG                                    | 2006, PS2                  | 1 341 749 (2014-ig, csak Japánban)                                | 8 videójáték, 5 animesorozat, 1 animefilm                                                                | 2010, .hack//Link                                          | CyberConnect2                                | Bandai Namco               |
| The Legend of Heroes                       | Körökre osztott RPG                          | 1989, NEC                  | 1 219 216 (2014-ig, csak Japánban,csak 22 játék)                  | 34 videójáték (12 fővonalas, 2 spin-off, 10 remake)                                                      | 2014, Trails of Cold Steel II                              | Nihon Falcom                                 | Nihon Falcom               |
| Etrian Odyssey                             | Körökre osztott RPG                          | 2007                       | 1 200 000 (2014-ig)                                               | 9 videójáték (5 fővonalas, 2 remake, 2 spin-off)                                                         | TBA, Etrian Odyssey V                                      | Atlus/Lancarse                               | Atlus                      |
| Xenogears (Xeno)                           | Körökre osztott RPG                          | 1998, PS1                  | 1 190 000 (2004-ig)                                               | 1 videójáték, 1 manga, 5 szellemi utód                                                                   | 1998, Xenogears                                            | Square, Monolith Soft                        | Square, Namco, Nintendo    |
| Chaos Rings                                | Körökre osztott RPG                          | 2010, Android, iOS         | 1 100 000 (2015-ig)                                               | 4 videójáték                                                                                             | 2014, Chaos Rings III                                      | Square Enix                                  | Square Enix                |
| Bravely Default                            | Körökre osztott RPG                          | 2012, 3DS                  | 1 100 000 (2015-ig)                                               | 3 videójáték (2 fővonalas, 1 remake)                                                                     | 2015, Bravely Second: End Layer                            | Square Enix                                  | Square Enix                |
| Grandia                                    | Körökre osztott RPG                          | 1997, PS1                  | 1 068 131 (2014-ig, csak Japánban)                                | 7 videójáték                                                                                             | 2009, Grandia Online                                       | Game Arts                                    | SCEA                       |
| Kantai Collection                          | Kártyaalapú RPG                              | 2013, PC                   | 1 000 000 (aktív előfizetők száma 2013-ban)                       | 2 videójáték, 1 animesorozat, 1 light novel                                                              | 2015, KanColle Kai                                         | Kadokawa Games                               | DMM.com                    |
| Digimon World                              | Akció RPG                                    | 1991, PS1                  | 944 454 (2014-ig)                                                 | 11 videójáték                                                                                            | 2015, Digimon Story: Cyber Sleuth                          | Bandai                                       | Bandai                     |
| Phantasy Star                              | Körökre osztott RPG                          | 1987, Sega Master System   | 942 863 (2014-ig, csak Japánban, csak 4 játék első heti eladásai) | 12 videójáték (8 fővonalas, 4 spin-off)                                                                  | 2012, Phantasy Star Online 2                               | Sega                                         | Sega                       |
| Fullmetal Alchemist                        | Akció RPG                                    | 2003, PS2                  | 906 937 (2014-ig, csak Japánban)                                  | 6 videójáték, 1 mangasorozat, 2 animesorozat                                                             | 2009, Fullmetal Alchemist: Taszogare no sódzso             | Square Enix                                  | Square Enix                |
| Dark Cloud                                 | Akció RPG                                    | 2000, PS2                  | 800 000 (2009-ig, csak 1 játék)                                   | 2 videójáték                                                                                             | 2002, Dark Chronicle                                       | Level 5                                      | SCEI                       |
| Brave Fencer Musashi                       | Akció RPG                                    | 1998, PS1                  | 880 000 (2008-ig, csak Japánban)                                  | 2 videójáték                                                                                             | 2005, Musashi: Samurai Legend                              | Square                                       | Square Electronic Arts     |
| Valhalla Knights                           | Akció RPG                                    | 2007, PSP                  | 282 355 (2014-ig, csak Japánban)                                  | 4 videójáték                                                                                             | 2013, Valhalla Knights 3                                   | K2 LLC                                       | Xseed Games                |
| Mega Man Battle Network                    | Taktikai-akció szerepjáték                   | 2001, GBA                  | 775 347 (2014-ig, csak Japánban, csak 3 játék)                    | 6 videójáték, 1 mangasorozat, 1 animesorozat                                                             | 2005, Mega Man Battle Network 6                            | Capcom Production Studio 2                   | Capcom                     |
| Drakengard                                 | Akció RPG                                    | 2003, PS2                  | 790 000 (2014-ig, csak Japánban)                                  | 5 videójáték (3 fővonalas, 2 spin-off)                                                                   | 2016, Nier New Project                                     | Cavia                                        | Square Enix                |
| RPG Maker                                  | Körökre osztott RPG                          | 1992, PC                   | 737 149 (2014-ig, csak Japánban, csak 6 játék)                    | 34 videójáték                                                                                            | 2015, RPG Maker MV                                         | Kuusou Kagaku                                | Agetec                     |
| White Knight Chronicles                    | Akció RPG                                    | 2008, PS3                  | 698 451 (2015-ig, csak Japánban)                                  | 2 videójáték                                                                                             | 2011, White Knight Chronicles: Origins                     | Level-5 & SCEI                               | 3D Publisher               |
| Valkyria Chronicles                        | Taktikai RPG, third-person shooter           | 2008, PS3                  | 963 128 (2015-ig)                                                 | 3 videójáték                                                                                             | 2011, Valkyria Chronicles III: Extra Edition               | Sega                                         | Sega                       |
| Rune Factory                               | Akció RPG, szimuláció                        | 2008, DS                   | 623 332 (2014-ig, csak Japánban)                                  | 4 videójáték                                                                                             | 2012, Rune Factory 4                                       | Neverland                                    | Natsume                    |
| Mystical Ninja Goemon                      | Akció-kaland, akció RPG                      | 1986, Arcade               | 610 139 (2014-ig, csak Japánban, csak 7 játék)                    | 37 videójáték, 1 mangasorozat, 1 animesorozat                                                            | 2011, Ganbare Goemon Pachisuro 2                           | Konami                                       | Konami                     |
| Ogre Battle                                | Taktikai RPG                                 | 1993, SNES                 | 555 591 (2014-ig, csak Japánban, csak 2 játék)                    | 6 videójáték (5 fővonalas, 1 remake)                                                                     | 2002, Tactics Ogre: The Knight of Lodis                    | Quest                                        | Quest                      |
| Ys                                         | Akció RPG                                    | 1987, PC                   | 536 695 (2014-ig, csak Japánban, csak 11 játék)                   | 15 videójáték (9 fővonalas, 3 spin-off, 3 remake)                                                        | 2009, Ys Seven                                             | Nihon Falcom                                 | Nihon Falcom               |
| Growlanser                                 | Stratégiai RPG                               | 1999, PS1                  | 555 041 (2014-ig, csak Japánban)                                  | 6 videójáték                                                                                             | 2007, Growlanser VI: Precarious World                      | Career Soft                                  | Atlus                      |
| Tear Ring Saga                             | Taktikai RPG                                 | 2001, PS1                  | 543 344 (2014-ig, csak Japánban, csak 2 játék)                    | 3 videójáték                                                                                             | 2005, Tear Ring Saga: Berwick Saga                         | Tirnanog                                     | Enterbrain                 |
| Earthbound/Mother                          | Körökre osztott RPG                          | 1989, NES                  | 524 505 (2014-ig)                                                 | 3 videójáték                                                                                             | 2006, Mother 3                                             | Ape, HAL Laboratory                          | Nintendo                   |
| Sword Art Online                           | Akció RPG                                    | 2013, PSP                  | 419 719 (2014-ig, csak Japánban)                                  | 3 videójáték, 3 light novel, 9 mangasorozat, 2 animesorozat, 1 animefilm                                 | 2015, Sword Art Online: Lost Song                          | Bandai Namco Games                           | Bandai Namco               |
| 7th Dragon                                 | Akció RPG                                    | 2009, 3DS                  | 409 860 (2014-ig, csak Japánban)                                  | 3 videójáték                                                                                             | 2013, 7th Dragon 2020-II                                   | Imageepoch                                   | Sega                       |
| Project X Zone                             | Stratégiai RPG                               | 2012, 3DS                  | 400 000 (2010-ig, csak 1 játék)                                   | 2 videójáték                                                                                             | 2015, Project X Zone 2                                     | Banpresto, Monolith Soft                     | Namco Bandai               |
| Dragon Slayer                              | Körökre osztott RPG                          | 1987, NES                  | 400 000 (2008-ig, csak Japánban, csak 1 játék)                    | 12 videójáték (12 fővonalas, 5 spin-off)                                                                 | 2015, Tokyo Xanadu                                         | Nihon Falcom                                 | Nihon Falcom               |
| Legend of Legaia                           | Körökre osztott RPG                          | 1998, PS1                  | 386 906 (2014-ig, csak Japánban)                                  | 2 videójáték                                                                                             | 2001, Legend of Legaia                                     | Contrail                                     | SCEA                       |
| Oreshika                                   | Körökre osztott RPG                          | 1999, PS1                  | 384 338 (2014-ig, csak Japánban)                                  | 2 videójáték                                                                                             | 2014, Oreshika: Tainted Bloodlines                         | Alfa System                                  | SCEA                       |
| To Heart 2                                 | Dungeon crawler                              | 2002, PS2                  | 372 452 (2014-ig, csak Japánban)                                  | 5 videójáték, 4 mangasorozat, 1 animesorozat, 4 OVA                                                      | 2012, Pachislot To Heart 2                                 | Sting                                        | Aquaplus                   |
| Class of Heroes                            | Kártyaalapú RPG                              | 2008, PSP                  | 371 513 (2014-ig, csak Japánban)                                  | 6 videójáték                                                                                             |                                                            | Acquire, Zero Div                            | Atlus                      |
| Fantasy Life                               | Többjátékos RPG                              | 2014, 3DS                  | 352 107 (2014-ig, csak Japánban)                                  | 2 videójáték                                                                                             | 2015, Fantasy Life 2: Two Moons and the Village of God     | Level-5                                      | Nintendo                   |
| Boktai                                     | Akció RPG                                    | 2003, GBA                  | 351 984 (2014-ig, csak Japánban)                                  | 4 videójáték                                                                                             | 2006, Lunar Knights                                        | KCEJ                                         | Konami                     |
| Panzer Dragoon                             | Körökre osztott RPG                          | 1995, Sega Saturn          | 322 859 (2014-ig, csak Japánban, csak 2 játék)                    | 6 videójáték                                                                                             | 2002, Panzer Dragoon Orta                                  | Team Andromeda                               | Sega                       |
| Zoids                                      | Stratégiai RPG                               | 1986, Amstrad CPC          | 320 649 (2014-ig, csak Japánban, csak 10 játék)                   | 23 videójáték, 4 mangasorozat, 4 animesorozat                                                            | 2008, Zoids Assault                                        | Atlus                                        | Atlus                      |
| Dragon Force                               | Stratégiai RPG                               | 1996, PS2                  | 305 397 (2014-ig, csak Japánban)                                  | 2 videójáték                                                                                             | 1998, Dragon Force II: Kamisarishi Daichi ni               | Sega                                         | Working Designs            |
| Ar tonelico                                | Körökre osztott RPG                          | 2007, PS2                  | 302 543 (2014-ig, csak Japánban, csak 4 játék)                    | 5 videójáték, 3 mangasorozat, 3 animesorozat                                                             | 2010, Ar Tonelico Qoga: Knell of Ar Ciel                   | Gust                                         | NISA & Banpresto           |
| Blue Dragon                                | Körökre osztott RPG                          | 2006, Xbox 360             | 294 321 (2014-ig, csak Japánban)                                  | 3 videójáték, 1 animesorozat                                                                             | 2009, Blue Dragon: Awakened Shadow                         | Mistwalker                                   | Microsoft Game Studios     |
| Magical                                    | Körökre osztott RPG                          | 2001, DS                   | 286 537 (2014-ig, csak Japánban)                                  | 2 videójáték                                                                                             | 2006, Magical Starsign                                     | Brownie Brown                                | Nintendo                   |
| Fossil Fighters                            | Körökre osztott RPG                          | 2008, DS                   | 253 350 (2014-ig, csak Japánban, csak 1 játék)                    | 3 videójáték                                                                                             | 2014, Fossil Fighters: Frontier                            | Nintendo SPD, Red Entertainment, M2, Artdink | Nintendo                   |
| Little Tail Bronx                          | Akció RPG                                    | 2011, DS                   | 250 000 (2015-ig, csak 2 játék)                                   | 4 videójáték                                                                                             | 2014, Little Tail Story                                    | CyberConnect2                                | Xseed Games                |
| Shadow Hearts                              | Körökre osztott RPG                          | 2001, PS2                  | 231 507 (2014-ig, csak Japánban, csak 2 játék)                    | 3 videójáték                                                                                             | 2005, Shadow Hearts: From the New World                    | Sacnoth                                      | Midway                     |
| Vandal Hearts                              | Stratégiai RPG                               | 1996, PS1                  | 210 638 (2014-ig, csak Japánban, csak 2 játék)                    | 3 videójáték                                                                                             | 2010, Vandal Hearts: Flames of Judgment                    | Konami                                       | Konami                     |
| Akiba’s Trip                               | Kaland, beat ’em up, akció RPG               | 2011, PSP                  | 197 733 (2014-ig, csak Japánban)                                  | 2 videójáték                                                                                             | 2013, Akiba’s Trip: Undead & Undressed                     | Acquire                                      | Acquire                    |
| Slayers                                    | Akció RPG                                    | 1994, SNES                 | 195 525 (2014-ig, csak Japánban, csak 1 játék)                    | 5 videójáték                                                                                             | 1998, Slayers Wonderful                                    | BEC                                          | Banpresto                  |
| Dinosaur King                              | Körökre osztott RPG                          | 2005, Arcade               | 192 171 (2014-ig, csak Japánban, csak 1 játék)                    | 2 videójáték, 2 animesorozat                                                                             | 2005, Dinosaur King                                        | Climax Entertainment                         | Sega                       |
| Langrisser                                 | Stratégiai RPG                               | 1991, Mega Drive           | 179 719 (2014-ig, csak Japánban, csak 1 játék)                    | 10 videójáték                                                                                            | 2015, Langrisser Re:Incarnation -Tensei-                   | Career Soft                                  | Treco                      |
| Robopon                                    | Körökre osztott RPG                          | 1998, GBC                  | 162 697 (2014-ig, csak Japánban, csak 1 játék)                    | 3 videójáték                                                                                             | 2001, Robopon 2 Ring and Cross Versions                    | Hudson Soft                                  | Atlus                      |
| Luminous Arc                               | Stratégiai RPG                               | 2007, Luminous Arc         | 162 471 (2014-ig, csak Japánban, csak 3 játék)                    | 3 videójáték                                                                                             | 2015, Luminous Arc Infinity                                | Imageepoch                                   | Marvelous                  |
| Baten Kaitos                               | Kártyaalapú RPG                              | 2003, GameCube             | 152 912 (2014-ig, csak Japánban)                                  | 3 videójáték                                                                                             | 2006, Baten Kaitos Origins                                 | tri-Crescendo, Monolith Soft                 | Nintendo                   |
| Tears to Tiara                             | Stratégiai RPG                               | 2005, PC                   | 150 631 (2014-ig, csak Japánban)                                  | 3 videójáték, 1 mangasorozat, 1 animesorozat                                                             | 2013, Tears to Tiara II: Heir of the Overlord              | Aquaplus                                     | Atlus                      |
| Muramasa                                   | Akció RPG                                    | 2009, Wii                  | 149 855 (2014-ig, csak Japánban)                                  | 2 videójáték (1 fővonalas, 1 feljavított port)                                                           | 2013, Muramasa Rebirth                                     | Vanillaware                                  | Aksys Games                |
| Alundra                                    | Akció RPG                                    | 1997, PS1                  | 143 114 (2014-ig, csak Japánban, csak 1 játék)                    | 2 videójáték                                                                                             | 1999, Alundra 2: A New Legend Begins                       | Matrix Software                              | Working Designs            |
| Utavarerumono                              | Kaland, taktikai RPG                         | 2002, PC                   | 139 777 (2014-ig, csak Japánban, csak 2 játék)                    | 2 videójáték, 2 manga, 2 anime                                                                           | 2015, Utawarerumono: Itsuwari no Kamen                     | Leaf                                         | Leaf, Aquaplus             |
| Mana Khemia                                | Körökre osztott RPG                          | 2007, PS2                  | 137 471 (2014-ig, csak Japánban)                                  | 2 videójáték                                                                                             | 2008, Mana Khemia 2: Fall of Alchemy                       | Gust                                         | NISA                       |
| Dokapon                                    | Többjátékos RPG                              | 2008, DS                   | 123 026 (2014-ig, csak Japánban, csak 2 játék)                    | 11 videójáték                                                                                            | 2008, Dokapon Journey                                      | Sting                                        | Sting/Atlus                |
| Record of Agarest War                      | Körökre osztott RPG                          | 2007, PS3                  | 105 632 (2014-ig, csak Japánban)                                  | 3 videójáték                                                                                             | 2012, Agarest szenki Mariage                               | Idea Factory                                 | Compile Heart              |
| Fairy Fencer F                             | Körökre osztott RPG                          | 2013, PS3                  | 100 000 (2013-ig, csak Japánban, csak 1 játék)                    | 2 videójáték                                                                                             | 2015, Fairy Fencer F: Advent Dark Force                    | Compile Heart                                | Compile Heart              |
| The Witch and the Hundred Knight           | Akció RPG                                    | 2013, PS3                  | 81 385 (2014-ig, csak Japánban, csak 1 játék)                     | 2 videójáték                                                                                             | 2016, The Witch and the Hundred Knight (PS4)               | Nippon Ichi Software                         | NISA                       |
| Conception                                 | Körökre osztott RPG                          | 2012, PSP                  | 80 652 (2014-ig, csak Japánban)                                   | 2 videójáték                                                                                             | 2014, Conception II: Children of the Seven Stars           | Spike Chunsoft                               | Atlus                      |
| Stella Deus                                | Stratégiai RPG                               | 20045, PS2                 | 64 535 (2014-ig, csak Japánban, csak 1 játék)                     | 3 videójáték                                                                                             | 2007, Stella Deus: Time of Alchemy                         | Pinegrow                                     | Atlus                      |
| Elminage                                   | Akció RPG                                    | 2008, PS2                  | 61 087 (2014-ig, csak Japánban, csak négy játék)                  | 4 videójáték                                                                                             | 2012, Elminage Ibun                                        | Starfish SD                                  | Starfish SD                |
| Mugen Souls                                | Körökre osztott RPG                          | 2012, PS3                  | 59 430 (2014-ig, csak Japánban)                                   | 2 videójáték                                                                                             | 2013, Mugen Souls Z                                        | Compile Heart                                | NISA                       |
| Sands of Destruction                       | Körökre osztott RPG                          | 2010, DS                   | 56 000 (2008-ig, csak az elsői heti eladások)                     | 1 videójáték, 1 animesorozat, 1 mangasorozat                                                             | 2010, Sands of Destruction                                 | Imageepoch                                   | Sega                       |
| Spectral Force                             | Stratégiai RPG                               | 2004, DS                   | 50 648 (2014-ig, csak Japánban, csak 2 játék)                     | 4 videójáték, 1 animesorozat                                                                             | 2006, Spectral Force 3: Innocent Rage                      | Idea Factory & XPEC Entertainment            | Atlus                      |
| Lufia                                      | Taktikai RPG                                 | 1993, SNES                 | 43 731 (2014-ig, csak Japánban, csak 1 játék)                     | 5 videójáték                                                                                             | 2010, Lufia: Curse of the Sinistrals                       | Neverland                                    | Taito                      |
| Rent-A-Hero                                | Akció RPG                                    | 1991, Sega Mega Drive      | 43 643 (2014-ig, csak Japánban)                                   | 3 videójáték                                                                                             | 2000, Rent-A-Hero No. 1                                    | Sega                                         | Sega                       |
| The Guided Fate Paradox                    | Roguelike                                    | 2013, PS3                  | 40 054 (2014-ig, csak Japánban, csak 1 játék)                     | 2 videójáték                                                                                             | 2014, The Awakened Fate Ultimatum                          | Nippon Ichi Software                         | NISA                       |
| Zwei!!                                     |                                              | 2001, PC                   | 34 852 (2014-ig, csak Japánban, csak 2 játék)                     | 4 videójáték (2 fővonalas, 1 spin-off, 1 remake)                                                         | 2008, Zwei II                                              | Nihon Falcom                                 | Taito                      |
| Steambot Chronicles                        | Akció RPG                                    | 2005, PS2                  | 34 889 (2014-ig, csak Japánban, csak 1 játék)                     | 3 videójáték (1 fővonalas, 2 spin-off), 1 törölt játék                                                   | 2005, Blokus Portable: Steambot Championship               | Irem                                         | Atlus                      |
| Cladun                                     | Akció RPG                                    | 2010, PlayStation Portable | 33 280 (2014-ig, csak Japánban)                                   | 2 videójáték                                                                                             | 2011, Cladun x2                                            | System Prisma                                | NIS America                |
| Unchained Blades                           | Körökre osztott RPG                          | 2011, PSP                  | 18 256 (2014-ig, csak Japánban, csak 1 játék)                     | 2 videójáték                                                                                             | 2012, Unchained Blades Exiv                                | FuRyu                                        | Xseed Games                |
| Half-Minute Hero                           | Akció RPG, valós idejű stratégia             | 2009, PSP                  | 18 000 (2010-ig, csak Japánban, csak 1 játék)                     | 3 videójáték (2 fővonalas, 1 újrakiadás)                                                                 | 2011, Yūsha 30 Second                                      | Marvelous Entertainment                      | Marvelous Entertainment    |
| Brandish                                   | Dungeon crawler                              | 1991, NEC                  | 17 629 (2014-ig, csak Japánban, csak 1 játék)                     | 5 videójáték (4 fővonalas, 1 remake), 1 animesorozat                                                     | 2009, Brandish                                             | Nihon Falcom                                 | Xseed Games                |
| Madó monogatari                            | Stratégiai RPG                               | 2013                       | 16 438 (2014-ig, csak Japánban, csak 1 játék)                     | 15 videójáték                                                                                            | 2013, Sorcery Saga: Curse of the Great Curry God           | Compile Heart                                | Aksys Games                |
| Uncharted Waters                           | Körökre osztott RPG                          | 1991                       | 12 352 (2014-ig, csak Japánban, csak 1 játék)                     | 6 videójáték                                                                                             | 2005, Uncharted Waters Online                              | Koei                                         | Koei                       |
| Rhapsody                                   | Stratégiai RPG                               | 1998, PS1                  |                                                                   | 3 videójáték                                                                                             | 2000, Tensi no Present: Marl ókoku monogatari              | Nippon Ichi Software                         | Atlus                      |
| Alshard                                    | Akció RPG                                    | 2002, PC                   |                                                                   | | 2006, Alshard GAIA                                         | Enterbrain                                   | Enterbrain                 |
| Record of Lodoss War                       | Akció RPG                                    | 1988, PC                   |                                                                   | 10 videójáték, 2 manga, 1 animesorozat, 1 light novel                                                    | 2012, Record of Lodoss War: Successor of the Legend        | HummingBirdSoft                              | Tomy                       |
| Sword World RPG                            | Visual Novel, Körökre osztott RPG            | 1989, PC                   |                                                                   | 2 videójáték                                                                                             | 2008, Sword World 2.0                                      | Fujimi Shobo                                 | Fujimi Shobo               |
| Angel’s Feather                            |                                              | 2003, PS2                  |                                                                   | 3 videójáték                                                                                             | 2005, Angel’s Feather: Kuro no zanei                       | BlueImpact                                   | Studio e.go!               |
| Magna Carta                                | Körökre osztott RPG                          | 2001, PC                   |                                                                   | 3 videójáték                                                                                             | 2009, MagnaCarta 2                                         | Softmax                                      | Wizard Soft                |
| Lightning Warrior Raidy                    | Visual Novel, Körökre osztott RPG, bisódzso  | 1994, PC                   |                                                                   | 2 videójáték                                                                                             | 1996, Lightning Warrior Raidy II: ~Temple of Desire~       | ZyX                                          | ZyX                        |
| Rance                                      | Körökre osztott RPG                          | 1989, MSX                  |                                                                   | 11 videójáték (9 fővonalas, 3 spin-off), 1 OVA                                                           | 2014, Rance IX                                             | Alicesoft                                    | Alicesoft                  |
| Skies of Arcadia                           | Körökre osztott RPG                          | 2000, Dreamcast            |                                                                   | 2 videójáték (1 fővonalas, 1 feljavított port)                                                           | 2002, Skies of Arcadia Legends                             | Overworks                                    | Sega                       |
| Azure Dreams                               | Körökre osztott RPG                          | 2006, PS2                  |                                                                   | 2 videójáték                                                                                             | 2005, Tao’s Adventure: Curse of the Demon Seal             | Konami                                       | Konami                     |
| Landstalker                                | Roguelike                                    | 1992, Sega Mega Drive      |                                                                   | 3 videójáték                                                                                             | 1999, Time Stalkers                                        | Climax Entertainment                         | Sega                       |
| Guild                                      | Körökre osztott RPG                          | 2012, DS                   |                                                                   | 2 videójáték                                                                                             | 2013, Guild02                                              | Level-5, Nex Entertainment                   | Level-5                    |
| Lost Kingdoms                              | Card-based Akció RPG                         | 2002, GameCube             |                                                                   | 2 videójáték                                                                                             |                                                            | FromSoftware                                 | Activision                 |
| Astonishia Story                           | Körökre osztott RPG                          | 1994, PC                   |                                                                   | 2 videójáték                                                                                             | 2015, Crimson Gem Saga 2                                   | Sonnori                                      | Ubisoft                    |
| Black Rock Shooter                         | Akció RPG                                    | 2011, PlayStation Portable |                                                                   | 1 videójáték, 1 animesorozat                                                                             | 2011, Black Rock Shooter: The Game                         | Imageepoch                                   | NIS America                |
| Brave Story                                | Körökre osztott RPG                          | 2006, PSP                  |                                                                   | 3 videójáték, 1 manga, 1 regény, 1 film                                                                  | 2006, Brave Story: New Traveler                            | Game Republic                                | Xseed Games                |
| Dept. Heaven                               | Stratégiai RPG                               | 2002, WonderSwan Color     |                                                                   | 4 videójáték                                                                                             | 2011, Gugnir                                               | Sting                                        | Atlus                      |
| Lunar                                      | Körökre osztott RPG                          | 1992, Mega-CD              |                                                                   | 11 videójáték                                                                                            | 2009, Lunar: Silver Star Harmony                           | Game Arts                                    | Xseed Games                |
| Ragnarok                                   | Stratégiai RPG                               | 2002, PC                   |                                                                   | 6 videójáték, 1 manhuasorozat, 1 animesorozat                                                            | 2012, Ragnarok Odyssey                                     | GungHo Online Entertainment                  | Aksys Games                |
| Brigandine                                 | Stratégiai RPG                               | 1998, PS1                  |                                                                   | 2 videójáték (2 fővonalas, 1 remake)                                                                     | 2000, Brigandine: Grand Edition                            | Hearty Robin                                 | Atlus                      |
| Criminal Girls                             | Körökre osztott RPG                          | 2010, PSP                  |                                                                   | 3 videójáték                                                                                             | 2015, Criminal Girls 2                                     | Nippon Ichi Software                         | NISA                       |
| Demon Gaze                                 | First-Person Turn-Based Dungeon-Crawling RPG | 2014                       |                                                                   | 3 videójáték                                                                                             | 2015, Demon Gaze 2                                         | Experience Inc.                              | NISA                       |
| Genkai                                     | Card-based RPG                               | 2013, PlayStation Vita     |                                                                   | 3 videójáték                                                                                             | 2015, Moe Crystal                                          | Compile Heart                                | Idea Factory International |
| Alpha Kimori                               | Körökre osztott RPG                          | 2011, PC                   |                                                                   | 3 videójáték                                                                                             | 2014, Alpha Kimori                                         | Sherman3D                                    | Sherman3D                  |
| Aveyond                                    | Körökre osztott RPG                          | 2004, PC                   |                                                                   | 3 videójáték                                                                                             | 2010, Aveyond 3: Orbs of Magic                             | Amaranth Games, LLC                          | Degica                     |
| Baroque                                    | Roguelike                                    | 1998, PS1                  |                                                                   | 4 videójáték                                                                                             | 2008, Baroque                                              | Sting Entertainment                          | Atlus                      |
| Golvellius: Valley of Doom                 | Taktikai RPG                                 | 1988, MSX                  |                                                                   | 4 videójáték (2 fővonalas, 2 spin-off)                                                                   | 2009, Golvellius                                           | Compile                                      | Compile                    |
| Miracle Warriors: Seal of the Dark Lord    | Dungeon crawler                              | 1988, Master System        |                                                                   | 2 videójáték                                                                                             | 1988, Wings of Arugisu                                     | Kogado Software Products                     | Sega                       |
| Beyond Oasis                               | Akció RPG                                    | 1994, Mega Drive           |                                                                   | 2 videójáték                                                                                             | 1996, The Legend of Oasis                                  | Ancient                                      | Sega                       |
| Jade Cocoon                                | Körökre osztott RPG                          | 1998, PS1                  |                                                                   | 2 videójáték                                                                                             | 2001, Jade Cocoon 2                                        | Genki                                        | Crave Entertainment        |
| King’s Field                               | Körökre osztott RPG                          | 1994, PS1                  |                                                                   | 4 videójáték                                                                                             | 2001, King’s Field IV                                      | FromSoftware                                 | ASCIIWare                  |
| Albert Odyssey                             | Körökre osztott RPG                          | 1997                       |                                                                   | 3 videójáték                                                                                             | 1996, Albert Odyssey: Legend of Eldean                     | Sunsoft                                      | Working Designs            |
| Exile                                      | Akció RPG                                    | 1988, MSX2                 |                                                                   | 3 videójáték                                                                                             | 1993, Exile: Wicked Phenomenon                             | Nihon Telenet                                | Renovation Projects        |
| Legend of the River King                   | Körökre osztott RPG                          | 1990, NES                  |                                                                   | 16 videójáték                                                                                            | 2007, River King: Mystic Valley                            | Victor Interactive Software                  | Natsume                    |
| Super Chinese                              | Akció RPG                                    | 1989, NES                  |                                                                   | 13 videójáték                                                                                            | 1999, Super Chinese Fighter EX                             | Culture Brain                                | Culture Brain              |
| Hydlide                                    | Akció RPG                                    | 1984, PC                   |                                                                   | 5 videójáték                                                                                             | 1995, Virtual Hydlide                                      | T&E Soft                                     | Seismic Software           |
| The Sword of Hope                          | Körökre osztott RPG                          | 1989, Game Boy             |                                                                   | 2 videójáték                                                                                             | 1992, The Sword of Hope II                                 | Kemco                                        | Seika Corporation          |
| Paladin’s Quest                            | Körökre osztott RPG                          | 1992, SNES                 |                                                                   | 2 videójáték                                                                                             | 1996, Lennus II                                            | Copya System                                 | Enix                       |
| Magic Knight Rayearth                      | Akció RPG                                    | 1995, Sega Saturn          |                                                                   | 6 videójáték, 2 mangasorozat, 2 animesorozat, 1 OVA                                                      | 1995, Magic Knight Rayearth                                | Sega                                         | Sega/Working Designs       |
| Mystaria: The Realms of Lore               | Stratégiai RPG                               | 1995, Sega Saturn          |                                                                   | 2 videójáték                                                                                             | 1996, Riglord Saga 2                                       | Sega, Microcabin                             | Sega                       |
| Survival Kids                              | Akció RPG                                    | 1999, Game Boy             |                                                                   | 6 videójáték                                                                                             | 2008, Lost in Blue: Shipwrecked                            | Konami                                       | Konami                     |
| Izuna                                      | Akció RPG                                    | 2006, DS                   |                                                                   | 2 videójáték                                                                                             | 2009, Izuna 2: The Unemployed Ninja Returns                | Success, Ninja Studio                        | Atlus                      |
| Dungeon Explorer: Warriors of Ancient Arts | Akció RPG                                    | 2008                       |                                                                   | 2 videójáték                                                                                             | 2007, Dungeon Explorer: Warriors of Ancient Arts           | Hudson Soft                                  | Hudson Soft                |
| Quest                                      | Akció RPG                                    | 1998, N64                  |                                                                   | 3 videójáték                                                                                             | 2000, Quest: Brian’s Journey                               | Imagineer                                    | THQ                        |
| LostMagic                                  | RTS RPG                                      | 2006, DS                   |                                                                   | 2 videójáték                                                                                             | 2009, Lost Magic: Concerto for the Fallen                  | Taito, Garakuta Studio                       | Ubisoft                    |
| Evolution                                  | Roguelike                                    | 1999, Dreamcast            |                                                                   | 2 videójáték                                                                                             | 1999, Evolution: The World of Sacred Device                | Sting                                        | Ubisoft                    |
| 7th Saga                                   | Akció RPG                                    | 1993, SNES                 |                                                                   | 2 videójáték                                                                                             | 1995, Mystic Ark                                           | Square Enix                                  | Square Enix                |
| Little Master                              | Akció RPG                                    | 1991, Game Boy             |                                                                   | 3 videójáték                                                                                             | 1995, Little Master: Nidzsi iro no maszeki                 | Tokuma Shoten                                | Tokuma Shoten              |